# 林则徐销烟池
林则徐销烟池，是位于广东省东莞市太平镇口的两个水池。清道光十九年（1839年），钦差大臣林则徐将收缴鸦片、烟膏、烟具等，在东莞虎门集中公开销毁，史称虎门销烟。林则徐销烟池于1957年重建，现位于鸦片战争博物馆馆区内。1982年2月23日，林则徐销烟池与虎门炮台旧址入选第二批全国重点文物保护单位。

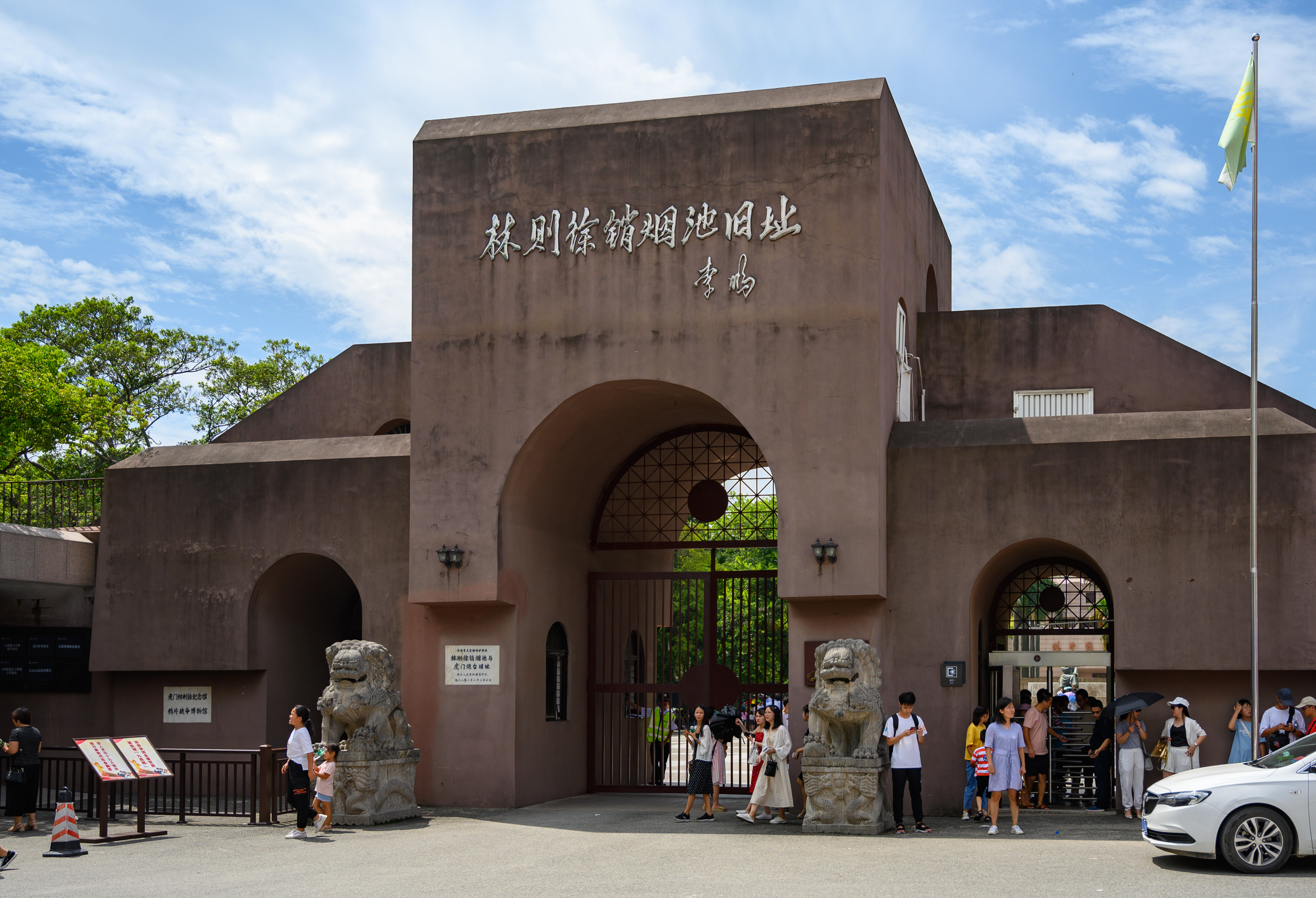
林则徐销烟池旧址入口